# IV. Kázmér lengyel király

A Jagellók családi címere

IV. Kázmér (lengyelül: Kazimierz IV Jagiellończyk), (Krakkó, 1427. november 30. – Grodno, 1492. június 7.) Litvánia nagyfejedelme 1440–1492 között, Lengyelország királya 1447–1492 között; türelmes, de következetes politikával törekedett a lengyel–litván unió fenntartására és az elvesztett lengyel területek visszaszerzésére. Uralkodásának legnagyobb eredménye 1466-ban a Német Lovagrend hatalmának végleges megtörése volt.

## Élete

### Ifjúkora
1427. november 30-án született II. Ulászló lengyel király és Holszányi Zsófia másodszülött fiaként. A trón várományosa az akkor 3 éves elsőszülött fiú, Ulászló volt. Amikor édesapjuk halála után 1434-ben Ulászló a trónra került, Kázmér lett a törvényes örökös. Furcsamód mégis kevés gondot fordítottak a nevelésére: sem latinul nem tanították meg, sem az uralkodásra nem készítették fel. Miután azonban Zsigmond litván nagyfejedelmet 1440-ben meggyilkolták, Kázmért Wilnóba küldték, hogy ott kormányzóként a bátyját képviselje. A litván főnemesek ekkor puccsszerűen nagyfejedelemmé kiáltották ki, nyilván abban a reményben, hogy engedelmes eszközük lesz.

### Uralkodása
Az államcsíny gyakorlatilag véget vetett a Lengyelország és Litvánia közötti perszonáluniónak, de csak egy időre. 1444. november 10-én III. Ulászló – aki időközben I. Ulászló néven magyar király is lett – elesett a törökök elleni várnai csatában, az új királyt választó lengyeleknek Kázméron kívül nem volt jelöltjük. Tapasztalatlansága ellenére a fiatalember pontosan tudta, mit kellett tennie hatalma megszilárdításához: elérte, hogy Litvániában megmaradjon az uralkodóház örökletes hatalma, hogy a két országot csak az uralkodó személye kösse össze, és amikor végül 1447. június 25-én lengyel királlyá koronázták, azt is elfogadtatta, hogy a székhelye Litvániában legyen, és a tanácsadóit maga választhassa meg. Tettei arra utalnak, hogy sokkal inkább a Jagelló-ház fejének tekintette magát, mint Lengyelország választott királyának. Minden olyan esetben, amikor a dinasztia érdekei ütköztek az államéival, az előbbi javára döntött. Politikája nagyrészt családi politika volt. 1454-ben feleségül vette Albert magyar király leányát, Erzsébetet, akinek később nagy szerepe volt az államkormányzásban. Ebben az motiválta, hogy Erzsébet édesapja révén jogot formálhatott Csehország és Magyarország trónjára. A házasság mindazonáltal boldognak bizonyult: 1456 és 1483 között 6 fiuk és 7 leányuk született – Erzsébetet a „Jagellók anyjának” nevezték. Kázmér idővel mindent megtett, hogy gyermekeit előnyösen házasítsa ki. Legidősebb fia, Ulászló 1471-ben Csehország, majd 1490-ben Magyarország királya is lett; három másik fia őt követte Lengyelország és Litvánia trónján, egy másik érsek, majd bíboros lett. (Az 1948-ban szentté avatott Kázmér fia 1471 és 1478 között eredménytelenül igyekezett megszerezni Hunyadi Mátyás magyar király trónját.) Halálakor európai tekintélyű uralkodóházat hagyott hátra.

### Külpolitika
Kázmér nem dédelgetett nagyszabású külpolitikai terveket. Bátyjával ellentétben sohasem indított keresztes hadjáratot a törökök ellen, de nem épített ki hatásos védelmi rendszert az egyre agresszívabb moszkvai Nagyfejedelemséggel szemben sem. Elszalasztotta a lehetőséget, hogy támogassa Moszkva ellenségeit, és megelégedett a számára kedvező 1449-es litván–moszkvai szerződéssel. Így hát miután a moszkvai nagyfejedelem 1486-tól sorozatos támadásokat indított Litvánia ellen, hozzápártoltak Kázmér védtelenül maradt orosz hűbéresei. Akkor sem cselekedett határozottan, amikor 1484-ben a törökök elfoglalták az addig litván védelem alatt álló két fontos fekete-tengeri kikötőt, Kiliát és Akkermant.
Kázmér lengyel királyként sem folytatott kezdeményező külpolitikát, ám amikor a poroszok 1454-ben fellázadtak hűbéruruk, a Német Lovagrend ellen, és Kázmér védelmét kérték, az uralkodó felismerte: itt a pillanat, hogy megtörje a lovagok hatalmát, és március 6-án lengyel birtoknak nyilvánította Poroszországot. Amikor emiatt kitört a háború, a lengyel hadak ugyan súlyos vereséget szenvedtek szeptember 18-án Konitznál, Kázmér kitartásának és makacsságának köszönhetően az 1466-os második toruńi béke mégis a lengyeleknek kedvezett. Bár a lovagrend megtarthatta területeinek egy részét, és az úgynevezett Királyi Poroszországot Lengyelország hivatalosan nem kebelezte be, hiszen megtarthatta saját országgyűlését és kormányzatát, a régió mégiscsak egyesült Kázmér birodalmával. Ez a békeszerződés volt a király legnagyobb külpolitikai sikere; emiatt bizonyult uralkodása jóval sikeresebbnek Lengyelország számára, mint sokkal jobban szeretett Litvániájának.

### Belpolitika
Belpolitikájában Kázmér nem volt sokkal tevékenyebb: azt tartotta a legfontosabbnak, hogy megőrizze királyi előjogait, elsősorban a püspökök kinevezésének jogát. A két országa közötti felségterületi vitában (Volhínia és Podólia ügyében) Litvániának kedvezett. A lovagrenddel vívott háborúban rákényszerült, hogy engedményeket tegyen a lengyel nemességnek az 1454-es nieszawai kiváltságlevélben, ezek az engedmények azonban csak Kázmér halála után váltak igazán fontossá.

### Halála
1492. június 7-én halt meg a lengyelországi Grodnóban. Halála után, mivel legidősebb fia, II. Ulászló magyar és cseh király lemondott a lengyel trónról, a Jagelló-dinasztia két ágra szakadt: egy cseh–magyar és egy lengyel ágra. A lengyel trónon fia, János Albert követte.

## Családfa
| Algirdas litván nagyfejedelem sz. kb. 1296. † 1377. május | Algirdas litván nagyfejedelem sz. kb. 1296. † 1377. május |                                                         |                                                         | Julianna Twerska sz. 1320-ban vagy később † 1392 tavaszán | Julianna Twerska sz. 1320-ban vagy később † 1392 tavaszán |  |  | Andrzej Holszański | Andrzej Holszański |                                                |                                                | Aleksandra Drucka | Aleksandra Drucka |
|                                                           |                                                           |                                                         |                                                         |                                                           |                                                           |  |  |                    |                    |                                                |                                                |                   |                   |
|                                                           |                                                           |                                                         |                                                         |                                                           |                                                           |  |  |                    |                    |                                                |                                                |                   |                   |
|                                                           |                                                           | II. Ulászló lengyel király sz. kb. 1351. † 1434. VI. 1. | II. Ulászló lengyel király sz. kb. 1351. † 1434. VI. 1. |                                                           |                                                           |  |  |                    |                    | Zofia Holszańska sz. kb. 1405. † 1461. IX. 21. | Zofia Holszańska sz. kb. 1405. † 1461. IX. 21. |                   |                   |
|                                                           |                                                           |                                                         |                                                         |                                                           |                                                           |  |  |                    |                    |                                                |                                                |                   |                   |
|                                                           |                                                           |                                                         |                                                         |                                                           |                                                           |  |  |                    |                    |                                                |                                                |                   |                   |
|                                                           |                                                           |                                                         |                                                         |                                                           |                                                           |  |  |                    |                    |                                                |                                                |                   |                   |

|                                                |                                                | Habsburg Erzsébet sz. 1436. † 1505. VIII. 30. OO 1454. II. 10. | Habsburg Erzsébet sz. 1436. † 1505. VIII. 30. OO 1454. II. 10. | IV. Jagelló Kázmér sz. 1427. XI. 30. † 1492. VI. 7. | IV. Jagelló Kázmér sz. 1427. XI. 30. † 1492. VI. 7. |                                                    |                                                    |                                            |                                            |
|                                                |                                                |                                                                |                                                                |                                                     |                                                     |                                                    |                                                    |                                            |                                            |
|                                                |                                                |                                                                |                                                                |                                                     |                                                     |                                                    |                                                    |                                            |                                            |
| II. Ulászló sz. 1456. III. 1. † 1516. III. 21. | II. Ulászló sz. 1456. III. 1. † 1516. III. 21. | Hedvig sz. 1457. IX. 21. † 1502. II.18.                        | Hedvig sz. 1457. IX. 21. † 1502. II.18.                        | Szent Kázmér sz. 1458. X. 3. † 1484. III. 4.        | Szent Kázmér sz. 1458. X. 3. † 1484. III. 4.        | I. János Albert sz. 1459. XII. 27. † 1501. VI. 17. | I. János Albert sz. 1459. XII. 27. † 1501. VI. 17. | Sándor sz. 1461. VIII. 5 † 1506. VIII. 19. | Sándor sz. 1461. VIII. 5 † 1506. VIII. 19. |
|                                                |                                                |                                                                |                                                                |                                                     |                                                     |                                                    |                                                    |                                            |                                            |
| Zsófia sz. 1464. V. 6. † 1512. X. 5.           | Zsófia sz. 1464. V. 6. † 1512. X. 5.           | Erzsébet sz. 1465. V. 9. † 1466. V. 9.                         | Erzsébet sz. 1465. V. 9. † 1466. V. 9.                         | Öreg Zsigmond sz. 1467. I. 1. † 1548. IV. 1.        | Öreg Zsigmond sz. 1467. I. 1. † 1548. IV. 1.        | Frigyes sz. 1468. IV. 27. † 1503. III. 14.         | Frigyes sz. 1468. IV. 27. † 1503. III. 14.         | Erzsébet sz. 1472. V. 13. † 1480 után      | Erzsébet sz. 1472. V. 13. † 1480 után      |
|                                                |                                                |                                                                |                                                                |                                                     |                                                     |                                                    |                                                    |                                            |                                            |
| Anna sz. 1476. III. 12. † 1503. VIII. 12.      | Anna sz. 1476. III. 12. † 1503. VIII. 12.      | Borbála sz. 1478. VII. 15. † 1534. II. 15.                     | Borbála sz. 1478. VII. 15. † 1534. II. 15.                     | Erzsébet sz. kb. 1483. † 1517. II. 16.              | Erzsébet sz. kb. 1483. † 1517. II. 16.              |                                                    |                                                    |                                            |                                            |